# Estela de Kuttamuwa
L'estela de Kuttamuwa és una taula de basalt, erigida en l'edat del ferro, en època dels regnes luvioarameus (coneguts anteriorment com a neohitites), concretament al s. VIII ae, trobada en un jaciment al sud de Turquia.

Mapa de l'Imperi hitita: en roig fosc, el territori del Regne hitita cap al 1560 ae; en roig clar, la màxima extensió, abans de la batalla de Cadeix

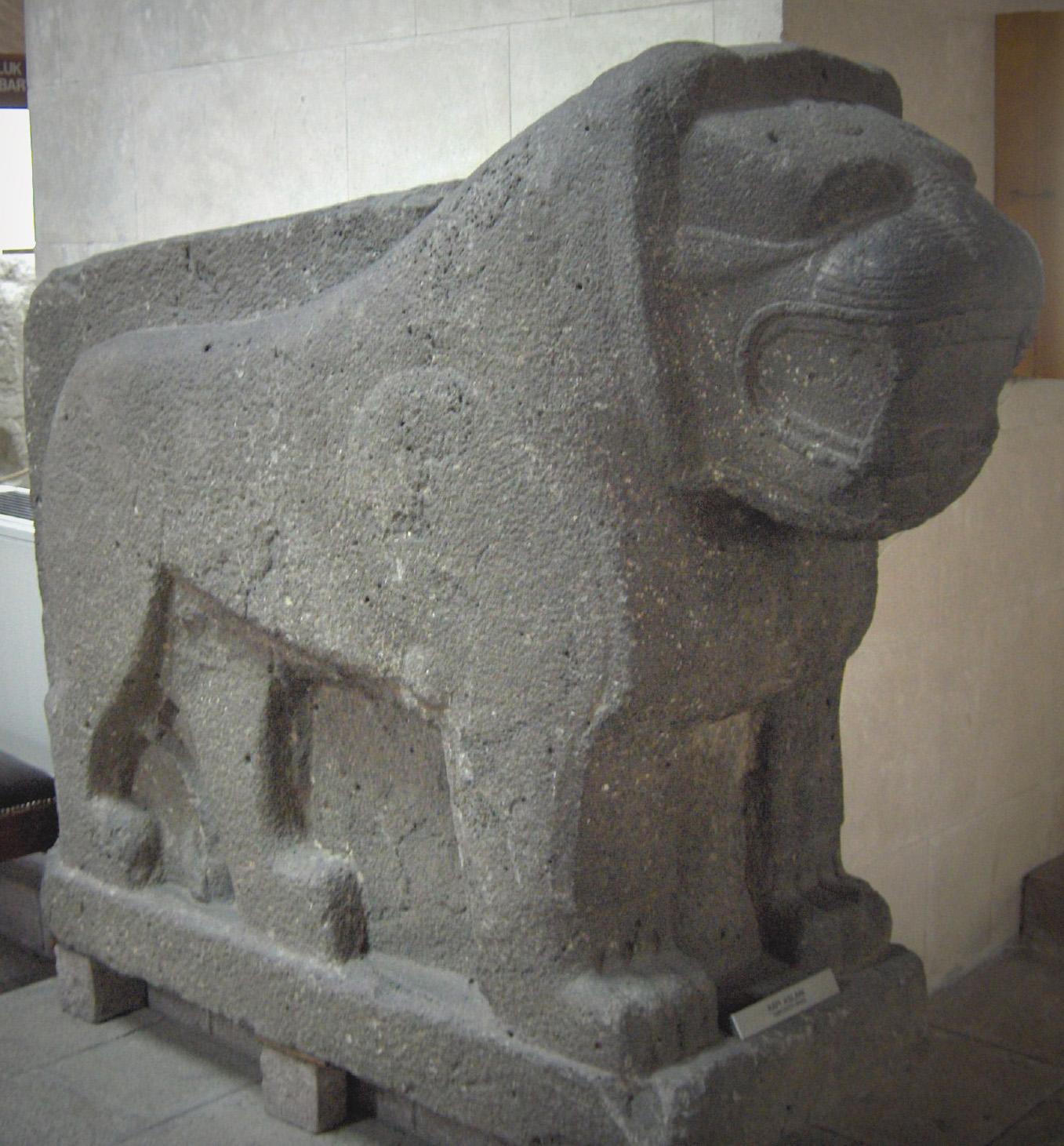
Lleó de basalt custodi de la porta "Q", als murs de l'antiga ciutat hitita de Sam'al

## Descobriment i història
L'Expedició Neubauer de l'Institut Oriental de la Universitat de Chicago descobrí l'estela a l'estiu del 2007 al sud-est de Turquia, al jaciment de Sam'al, un dels més importants de l'edat del ferro, en una cambra convertida en santuari mortuori pertanyent a Kuttamuwa, oficial reial del rei Panamuwa, a l'exterior de la ciutat emmurallada de Sam'al.

## Característiques de l'estela
- Material: basalt
- Alçada: 1 m
- Amplària: 0,50 m
- Pes: 1,700 kg
- A l'estela apareix la imatge de Kuttamuwa amb un barret, una copa de vi a la mà dreta, assegut davant una taula plena d'aliments; també conté una inscripció.
- Es trobaren atuells de pedra i aliments en forma d'ofrena al voltant de l'estela.
- L'idioma utilitzat en la inscripció és una barreja entre un dialecte semític i l'alfabet grec de semblants característiques a l'hebreu i l'arameu.

## Inscripció de l'estela
| « | Jo, Kuttamuwa, serf de Panamuwa, soc qui ha supervisat l'elaboració d'aquesta estela per a mi mentre encara visc; la col·loquí en una cambra eterna i disposí un festeig en aquesta cambra: un toro per a Adad (déu de la tempesta), un moltó per a Xamaix (déu del Sol), i un moltó per a la meua ànima que és en aquesta estela | » |

## Simbologia i conservació
- La inscripció de l'estela és la prova escrita més antiga de la creença humana d'una ànima immortal separada del cos.
- És una de les esteles funeràries millor conservades de les de la seua època.